# Raquel Capurro
Pour les articles homonymes, voir Capurro (homonymie).
Raquel Capurro, née à Montevideo, est une essayiste uruguayenne. Elle écrit en français et en espagnol.

## Biographie
Elle fait des études de philosophie en France puis elle exerce comme psychanalyste en Uruguay et fait partie de l'école lacanienne de psychanalyse. Elle est spécialiste du positivisme et d'Auguste Comte.
Elle est l'auteur du livre : Le Positivisme est un culte des morts : Auguste Comte (1998), traduit en français en 2001. Ce livre fait référence à l'œuvre d'Henri Gouhier, historien de la philosophie français.
Elle a publié aussi, avec Diego Nin, Extraviada, traduit et publié chez Epel (2005) avec le titre Je l'ai tué, c'est mon père.
Elle a publié au Mexique (Epeele 2004) El sexo y su sombra. Del misteriorso hermafrodita de M. Foucault.

## Œuvre
- Le Positivisme est un culte des morts : Auguste Comte (1998) ; traduction ; Epel 2001; (OCLC 50687906).
- El sexo y su sombra. (del "misterioso hermafrodita" de Michel Foucault) ; Mexico ; Epel ; 2004.
- Je l'ai tué, dit-elle, c'est mon père ; Diego Nin, Raquel Capurro; trad. Françoise Ben Kemoun ; Epel 2005 ;  (ISBN 2908855801).
- Un lugar no común ; Montevideo : Lapzus, 2005. (OCLC 66902012).